# Баковка
Ба́ковка — микрорайон города Одинцово Московской области России. До 1965 года — дачный посёлок в Одинцовском районе. В микрорайоне расположена железнодорожная платформа Баковка.

## Топоним
Первоначальное официальное название посёлка — 20-я верста, заимствовано от названия железнодорожной станции у деревни Мамоново и просуществовало до второй половины 20-х годов XX века (предположительно до 1926 года). Но помимо заимствованного наименования сложилось и другое, почерпнутое из собственной истории дачного посёлка.

## История
На рубеже XIX—XX веков крестьяне деревни Мамоново стали валить лес вдоль небольшой лесной речной системы — притока реки Сетуни, тянущейся к югу от поселения и питающую пруды имений Думновых и Самариных.
Нестроевой лес, который в основном рос вдоль русла реки, свозили к местам распиловки и заготовки лыка для рогожи. Такого рода обработку древесины тогда называли бако́вкой, а пустоши вдоль речки, где осуществляли баковку, лесорубы называли баковками по номерам (баковка первая, баковка вторая и т. д.)
Есть и несколько иная версия происхождения названия. Местный краевед Виктор Владимирович Наумов полагал, что речка, вдоль которой валили лес, до этого называлась Баковкой, что могло произойти из-за исторически регулярной заготовки лыка для изготовления рогожи, то есть баковки.
Поскольку уже с конца XIX века в европейской части России начинается бум дачного строительства, расчищенные пустоши продаются крестьянами под дачные участки, и на месте бывших баковок вскоре строятся дачные поселения, которые новосёлы, вслед за крестьянами-лесорубами, стали называть Баковками, но теперь это уже название места. Впоследствии дачные поселения смыкаются в одно целое, которое называют Баковкой уже без номера, однако до конца XX века оставались ещё дачи с почтовыми адресами Баковка-1 и Баковка-2.
В 1965 году при расширении города Одинцово дачный посёлок Баковка вошёл в его состав.

## Известные уроженцы и жители
- Будённый, Семён Михайлович[2][3] — советский военачальник, один из первых маршалов Советского Союза.
- Костаки, Георгий Дионисович — крупнейший коллекционер русского авангарда советского периода.
- Кобзон, Иосиф Давыдович[4] — эстрадный певец, российский политический и общественный деятель.
- Янукович, Виктор Фёдорович[5][6] — президент Украины (2010-2014).
- Лопухин, Юрий Михайлович[7] — академик.
- Юдашкин, Валентин Абрамович — художник-модельер.[источник не указан 870 дней]